# Коктерек (Шал-акина район)
Коктере́к (каз. Көктерек) — село у складі району Шал-акина Північноказахстанської області Казахстану. Входить до складу Аютаського сільського округу, раніше входило до складу ліквідованої Теренсайської сільської ради.
Населення — 71 особа (2021; 168 у 2009, 229 у 1999, 221 у 1989).
Національний склад станом на 1989 рік:
- казахи — 100 %.

До 16 серпня 1971 року село називалось Теренсай.